# 埋單
埋單在粵語為「結賬」的意思，意同「冚數」，本為香港飲食業術語，後來流傳至海外華人社區，再傳入中國大陸和台灣，而於操現代標準漢語的社群中則訛為買單，原因是粵語的「埋」與官話的「買」發音十分接近。

## 詞語歷史
埋單一詞的起源，香港掌故專家劉天賜稱，第二次世界大戰之前，香港增加了一項「飲食稅」，但食肆收益並非以會計申報，而是當顧客拿單據到櫃面結帳時，由食肆集中單據，日後待稅務官查核。「埋」是加起來的意思，此集中單據之舉，就稱為「埋單」。有學者認為「埋單」中的「埋」取的是粵語「埋」字「聚合、收攏、接合」的意思。严修鸿、曾俊敏、余颂辉的論文認為，「埋單」中的「埋」字本字應為「摩」，由「摩」的「迫近」含義引申出「聚攏」含義，從而讓粵語中「埋單」一詞有「聚攏單據用於結算」的意思。
二十世紀中葉的香港報刊，已有埋單一語。《明報「自由談」選輯(1962-1965)》(1969, p.19)：「晚餐吃下來埋單就得十元」。文學家劉以鬯所著小說《酒徒》（1962），亦多次用上此語（例如第三十一章：「我吩咐夥計埋單」）。

## 傳播
埋單一詞亦為海外華人所用，並見於海外報章。加拿大《大漢公報》（1971）：「匪徒……僅留下她夠埋單的茶錢」。然而亦有誤解詞義的情況，例如《南洋華語俚俗辭典》(1962, p.38)稱埋單的意思為「開單，開發票」，儘管埋單時也可以開發票，但結賬與開發票本身是兩回事，而埋單的意思只局限於前者。
中國大陸改革開放以後，與香港交流日趨頻繁，香港俚語亦開始滲入官話語彙之中。由於官話沒有粵語「埋單、埋數、埋年、埋尾、埋身、埋位、埋堆、埋口、閂埋門、望埋去、做埋佢」等等詞彙或片語，操官話者不能掌握粵語「埋」字的語義，因此埋單一詞傳入內地，就訛為「買單」。官話的「買單」一詞中「買」字讀作半三聲，調值211，實際使用上等同粵語「埋」字低平調。 其他操官話的社群，諸如台灣或新加坡華人，亦有此情況。甚至臺灣的教育部字典查無「埋單」一詞，但卻有「買單」的詞。而閩南語稱買單為「結數」（kiat-siàu）。
現時，由於語言習慣有別，結賬、埋單與買單三詞的使用狀況，亦因地而異。以下是三個詞語各自於香港、澳門、台灣、新加坡、上海和北京六地的報紙之中的相對使用頻率：
|      | 香港  | 澳門  | 台灣  | 新加坡 | 上海  | 北京 |     |
| ---- | ----- | ----- | ----- | ------ | ----- | ---- | --- |
| 結帳 | 11.76 | 13.45 | 11.76 | 14.29  | 40.34 | 8.4  | 100 |
| 埋單 | 65    | 15    | 0     | 5      | 15    | 0    | 100 |
| 買單 | 3.45  | 3.45  | 51.72 | 10.34  | 24.14 | 6.9  | 100 |